# Jaime Cárdenas
Jaime Cárdenas Mendieta (Fuerte Pampa, Bolivia; 1972) es un dirigente sindical y político boliviano. Fue el Gobernador interino del Departamento de Chuquisaca desde el 26 de diciembre de 2014 hasta el 31 de mayo de 2015.

## Biografía
Jaime Cardenas nació el año 1972 en la comunidad "Fuerte Pampa" perteneciente actualmente al municipio de Padilla en la provincia de Tomina del departamento de Chuquisaca. Ingresó a la vida sindical en 1987, cuando tenía solo 15 años de edad como miembro de la centralia provincial de Tomina. Cardenas estaría varios años como dirigente de su subcentralia en Padilla.

### Vida política

#### Diputado Suplente (2006-2010)
El año 2005, Jaime Cardenas ingresa a la vida política del país siendo todavía un joven de 33 años de edad. Participó en las Elecciones nacionales de diciembre de 2005 como candidato al cargo de Diputado Suplente por el Departamento de Chuquisaca en representación del partido del Movimiento al Socialismo, logrando salir elegido. Fue diputado suplente desde el 23 de enero de 2006 hasta el 4 de enero de 2010 cuando renunció a su diputación para postular a la asamblea departamental en las eleccionea subnacionales de ese año. Durante ese tiempo, Jaime Cárdenas fue elegido miembro de la Federación Única de Trabajadores de Pueblos Originarios de Chuquisaca (FUTPOCH).

#### Asambleísta Departamental (2010-2014)
Después volvió a la dirigencia sindical y fue elegido miembro de la Federación Única de Trabajadores de Pueblos Originarios de Chuquisaca.
En 2010 vuelve a la vida política y es elegido asambleísta territorial por la provincia Tomina y desde ayer es el gobernador en ejercicio de Chuquisaca electo por la Asamblea Legislativa Departamental.

#### Gobernador del Departamento de Chuquisaca (2014-2015)
El 26 de diciembre de 2014, la Asamblea Departamental de Chuquisaca elige a Jaime Cardenas como el nuevo gobernador del Departamento de Chuquisaca con 14 votos a favor de 21 en total, en reemplazo de Esteban Urquizu quien renunció para habilitarse como candidato para las elecciones subnacionales de 2015.